# 232 (număr)
232 (două sute treizeci și doi) este numărul natural care urmează după 231 și precede pe 233 într-un șir crescător de numere naturale.

## În matematică
232:
- Este un număr par.
- Este un număr compus.[1]
- Este un număr deficient.[2][3]
- Este un număr Erdős-Woods[4][5]
- Este un număr decagonal.[6][7]
- Este un număr 40-gonal.[8][9]
- Este un număr centrat endecagonal.[10][11]
- Este un număr refactorabil [12][13]
- Este un număr potrivit (idoneal).[14][15]
- Este un număr noncototient.[16]
- Este un număr de tort.[17]
- Face parte din șirul tăietorului leneș.[18]
- Este un număr de telefon, într-un sistem de șapte utilizatori de telefon, există 232 de moduri diferite de asociere a unora dintre utilizatori.[19][20]
- Există 232 de grafuri cu 8 noduri conectate și 232 de coliere cu opt margele de o culoare și șapte de alta.[21]
- Deoarece acest număr are forma {\displaystyle 232=4^{4}-1!\,}, există 232 de funcții diferite într-un set de patru elemente pe un subset al acstuia.[22]

## În știință

### În astronomie
- Obiectul NGC 232 din New General Catalogue este o galaxie spirală cu o magnitudine 13,5 în constelația Balena.
- 232 Russia este un asteroid din centura principală.
- 232P/Hill (Hill 2) este o cometă periodică din sistemul nostru solar.